# Margad Ragnaldson
Margad Ragnaldson (forme scandinave du nom gaélique Echmarcach mac Ragnaill) était roi du Dublin (de 1036 à 1038 et de 1046 à 1052), de l'île de Man et des Hébrides et d'une bonne partie du Galloway.

## Origine
Ragnall le père de Margad est parfois identifié avec Ragnall mac Ragnaill meic Imuir le roi Viking de Waterford tué en 1031/1035 à Dublin ou avec  Ragnald Godfredsson, aussi dénommé, en gaélique, Ragnall mac Gothraidh  , .

## Biographie
Sa carrière a été émaillée de triomphes et d'échecs cinglants. En 1036, il entame son règne sur le royaume de Dublin. Après en avoir été chassé par Ivarr III Haraldsson (irlandais Imar mac Arailt) en 1038, il reconquiert la cité irlandaise en 1046. À l'apogée de son règne, ses possessions s'étendent sur une partie de l'Irlande, l'île de Man, les Hébrides et au moins les Rhinns du Galloway, péninsule située à l'extrémité sud-ouest de la région du même nom. En 1052, Echmarcach est expulsé de Dublin, et en 1061 de l'Ile de Man par Murchad mac Diarmata mac Maíl na mBó
Il est communément admis que Echmarcach est aussi Iehmarc, un des trois « rois du Nord-Ouest » (un des trois autres étant Máel Coluim II d'Écosse), qui, selon la Chronique Anglo-Saxonne, se soumirent à Canut le Grand, roi du Danemark et d'Angleterre.
Selon la Heimskringla, Echmarcach pilla le Pays de Galles avec son ami viking Guttorm Gunnhildsson. Tous deux se disputèrent au sujet du butin et se livrèrent bataille au Menai. Guttorm l'emporta en invoquant saint Olaf et Echmarcach fut tué.